# 포어히역
포어히역(독일어: Forch)은 스위스 취리히주와 퀴스나흐트의 기차역이다. 취리히 S-반 서비스 S18로 운영되는 포어히반(FB)의 주요 중급 역이자 본사로, 취리히와 인근 에슬링겐 마을로 연결되는 링크를 제공한다. 이 역은 포어히반(Forchbahn)이 운영하고 있으며, 포히 마을을 운행한다.
포어히반의 창고와 작업장은 역 북쪽에 인접해 있으며, 땅의 자연 윤곽과 조화를 이루는 조경된 지붕으로 둘러싸여 있다. 전체 단지는 원래 도로 정류장과 창고의 남쪽에 약 100m에 위치해 있다. 이 노선은 1970년에 A52 고속도로 아래에 새로운 터널을 제공하는 것을 포함하여 현재의 노선으로 이전되었다.